# Pseudophilanthus taeniatus
Pseudophilanthus taeniatus is een vliesvleugelig insect uit de familie Melittidae. De wetenschappelijke naam van de soort is voor het eerst geldig gepubliceerd in 1939 door Alfken.